# Marie-Thérèse de Bourbon-Parme
Pour les articles homonymes, voir Marie-Thérèse de Bourbon.
Marie-Thérèse de Bourbon-Parme, née le 28 juillet 1933 à Paris et morte le 26 mars 2020 dans la même ville, est un membre de la maison de Bourbon-Parme. De nationalité française, elle porte le titre de courtoisie de princesse de Parme.

## Famille
Descendante directe de Louis XIV, Marie-Thérèse de Bourbon-Parme est la fille de François-Xavier de Bourbon-Parme, prétendant au trône d'Espagne, et de Madeleine de Bourbon Busset, duchesse de Parme. Elle est, en outre, la filleule de sa tante paternelle, Zita de Bourbon-Parme, dernière impératrice d'Autriche.
Elle a trois sœurs et deux frères :
- Françoise de Bourbon-Parme (1928), qui épouse en 1959 le prince Édouard de Lobkowicz (1926-2010) ;
- Charles-Hugues de Bourbon-Parme (1930-2010), qui épouse la princesse Irène des Pays-Bas ;
- Cécile Marie de Bourbon-Parme (1935-2021[2]) ;
- Marie des Neiges de Bourbon-Parme (1937) ;
- Sixte-Henri de Bourbon-Parme (1940).

« Par goût de l'indépendance », elle ne s'est jamais mariée.

## Ascendance
Ascendance agnatique complète de Marie-Thérèse de Bourbon-Parme depuis Louis XIV :
- Louis XIV (1638-1715), roi de France ;
- Louis de France (1661-1711), dauphin de France ;
- Philippe V (1683-1746), duc d’Anjou et roi d’Espagne ;
- Philippe Ier (1720-1765), duc de Parme et infant d’Espagne ;
- Ferdinand Ier (1751-1802), duc de Parme ;
- Louis Ier (1773-1803), roi d’Étrurie ;
- Charles II (1799-1883), duc de Parme ;
- Charles III (1823-1854), duc de Parme ;
- Robert Ier (1848-1907), dernier duc de Parme ;
- François-Xavier de Bourbon-Parme (1889-1977), duc de Parme (titre de courtoisie) ;
- Marie-Thérèse de Bourbon-Parme (1933-2020).

## Biographie
La princesse Marie-Thérèse grandit au château de Bostz, dans le village de Besson, dans le Bourbonnais. Elle fréquente le collège Jésus-Marie de Sillery au Québec et le collège du Sacré-Cœur à Tours. Elle sera ensuite titulaire d'un doctorat en sciences ibériques de la Sorbonne et d'un autre en sociologie politique de l'université Complutense de Madrid, où elle a enseigné le droit constitutionnel.
Elle milite au sein du parti carliste, des royalistes légitimistes de gauche, interdits en Espagne jusqu'à la mort de Franco. Son ancrage politique monarchiste, chrétien de gauche, pro-palestinien et socialiste autogestionnaire a intrigué de nombreuses personnalités, la menant à faire la rencontre d'André Malraux, de François Mitterrand, de Yasser Arafat ou encore d'Hugo Chávez, et lui valant le surnom de « princesse rouge ».
Elle meurt le 26 mars 2020 de la maladie à coronavirus 2019, à l'âge de 86 ans. Elle est présentée comme la première personnalité membre d'une « famille royale » à être victime de la pandémie de Covid-19,. Les funérailles ont lieu le 27 août 2021 en la basilique Santa Maria della Steccata de Parme, dans la crypte de laquelle elle est inhumée,.

## Ouvrages
- (es) Marie-Thérèse de Bourbon-Parme (préf. Jose Luis Aranguren), El momento actual español, cargado de utopía, Cuadernos para el Diálogo, 1977 (ISBN 978-84-229-0216-4)
- (es) Marie-Thérèse de Bourbon-Parme, La clarificación ideológica del partido Carlista, Easa, 1979 (ISBN 978-84-85596-02-7)
- (es) Marie-Thérèse de Bourbon-Parme, Cambios en México, Tecnos, 1990
- (es) Marie-Thérèse de Bourbon-Parme, Magreb : Nuestro poniente proximo, Ediciones Libertarias, 1994 (ISBN 978-84-7683-330-8)
- (es) Marie-Thérèse de Bourbon-Parme, José Carlos Clemente et Joaquín Cubero Sánchez (préf. Don Carlos Hugo de Borbón Parma), Don Javier : una vida al servicio de la libertad, Barcelone, Plaza & Janés, coll. « Así Fue : la historia rescatada », 1997 (ISBN 978-84-01-53018-0)
- (es) Marie-Thérèse de Bourbon-Parme, Desde Tánger : la transición que viene, Huerga y Fierro Editores, 1999, 156 p. (ISBN 978-84-8374-077-4, lire en ligne)
- (es) Marie-Thérèse de Bourbon-Parme, Así fueron, así son, Planeta, 2009, 239 p. (ISBN 978-84-08-08896-7)
- (fr) Marie-Thérèse de Bourbon-Parme, Les Bourbon Parme, une famille engagée dans l’histoire, Michel de Maule, 2009 (ISBN 978-2-87623-555-7)